# Alastor sanctus
Alastor sanctus är en stekelart som beskrevs av Blüthgen 1956. Alastor sanctus ingår i släktet Alastor och familjen Eumenidae. Inga underarter finns listade i Catalogue of Life.